# Radio England
Radio England was een Engelstalige popzender, die sinds 3 mei 1966 vanaf het zendschip Laissez Faire, verankerd voor de kust van Essex (Zuidoost-Engeland) met een vermogen van 55kW op een golflengte van 227 meter - 1.322 kHz uitzond. De zender had dezelfde programmering als Radio London met Amerikaanse jinglepakketten, maar startte toen de markt al door anderen was afgeroomd. Ook zou de presentatie door vrijwel uitsluitend Amerikaanse dj's niet in de smaak van het Britse publiek zijn gevallen. Op zondag 13 november 1966 sloot Radio England en werd de dag daarop opgevolgd door de Nederlandstalige Radio Dolfijn. De andere Engelstalige zender op het schip, Britain Radio, bleef overigens wel uitzenden.

## jingles
- Pirate Radio Jingles From The Sixties (CD, JUMBO TJLCD001, 1992, mindere kwaliteit).
- All Request Volume 1: 1. Radio England Series 27 (CD, Ken R. M-04, ca. 2002, studiokwaliteit).